# Gammel Hellerupgletsjer
De Gammel Hellerupgletsjer is een gletsjer in Nationaal park Noordoost-Groenland in het oosten van Groenland. 
De gletsjer is vernoemd naar het Gammel Hellerup Gymnasium in Denemarken, de school van een van de expeditieleden.

## Geografie
De gletsjer is noordwest-zuidoost georiënteerd en heeft een lengte van meer dan 30 kilometer. Ze mondt in het oosten uit in de Jøkelbugten. De gletsjer ligt in het Hertogen van Orléansland.
Op meer dan 20 kilometer noordelijker ligt de gletsjer Zachariae Isstrom.